# Instituto Politécnico do Porto
Het publieke Instituto Politécnico do Porto (IPP) is een hogeschool in de Portugese stad Porto die in 1985 is ontstaan door de samenvoeging van een aantal bestaande scholen, waarvan de oudste al in 1852 was opgericht. Van de zeven onderdelen zijn er vier gevestigd buiten de stad Porto.

## Instituto Superior de Engenharia do Porto
Het Instituto Superior de Engenharia do Porto (ISEP) is een van de oudste technische scholen in Portugal. Het is opgericht in 1852 als de Escola Industrial do Porto, sinds 1864 het Instituto Industrial do Porto. Sinds 1975 heet het Instituto Superior de Engenharia do Porto en in 1985 werd het instituut deel van het nieuw ingestelde Instituto Politécnico do Porto. Het instituut is gevestigd op Pólo II en heeft ongeveer 7500 studenten en 400 docenten. Er zijn de volgende onderwijsafdelingen:
- DEC: Departamento de Engenharia Civil (Afdeling Civiele Techniek)
- DEE: Departamento de Engenharia Electrotécnica (Afdeling Elektrotechniek)
- DEG: Departamento de Engenharia Geotécnica (Afdeling Grondtechniek)
- DEQ: Departamento de Engenharia Química (Afdeling Chemische Techniek)
- DEM: Departamento de Engenharia Mecânica (Afdeling Mechanische Techniek)
- DEI: Departamento de Engenharia Informática (Afdeling Computer Techniek)
- DFI: Departamento de Física (Afdeling Natuurkunde)
- DMA: Departamento de Matemática (Afdeling Wiskunde)
- DOG: Departamento de Organização e Gestão (Afdeling Organisatie en Beheer)

Daarnaast zijn er eenheden voor Onderzoek en Ontwikkeling en voor dienstverlening aan bedrijven.

## Escola Superior de Música, Artes e Espectáculo (Hogeschool voor Muziek, Kunsten en Theater)
De Escola Superior de Música, Artes e Espectáculo (ESMAE) is opgericht in 1985 als opvolger van de bestaande muziekschool. Er zijn afdelingen voor muziek, theater en beeldkunst (fotografie, film, audiovisuele kunst en multimedia). De school beschikt over een eigen theater en concertcafé waar geregeld uitvoeringen worden gegeven. De school heeft ook een eigen symfonie orkest, saxofoon orkest, jazz orkest, orkest voor oude muziek en diverse groepen voor kamermuziek. De school heeft ruim 700 studenten en 100 docenten.

## Overige onderdelen van het Instituto Politécnico do Porto
- Instituto Superior de Contabilidade e Administração do Porto (ISCAP) (Hoger Instituut voor Instituut voor Boekhouding en Administratie van Porto). Dit onderdeel is gevestigd in São Mamede de Infesta in de buurgemeente Matosinhos. Het heeft ongeveer 6000 studenten en er zijn ongeveer 400 docenten aan verbonden.[4]
- Escola Superior de Educação do Porto (ESE) (Hogeschool voor Onderwijs van Porto). Deze is gevestigd op Pólo II.[5]
- Escola Superior de Estudos Industriais e de Gestão (ESEIG) (Hogeschool voor de Industrie en Bedrijfskunde). Dit onderdeel is gevestigd op de grens van de gemeentes Póvoa de Varzim en Vila do Conde ten noorden van Porto. Deze school heeft ongeveer 1400 studenten.[6]
- Escola Superior de Tecnologia e Gestão de Felgueiras (ESTGF) (Hogeschool voor Technologie en Bedrijfskunde van Felgueiras). Dit onderdeel is gevestigd in Felgueiras ten oosten van Porto.[7]
- Escola Superior de Tecnologia da Saúde do Porto (ESTSP) (Hogeschool voor Technieken voor de Gezondheid van Porto). Deze school geeft opleidingen voor diagnostische en therapeutische technieken en is gevestigd in Vila Nova de Gaia.[8]